# Beloftelied
Het beloftelied is een in 1921 door Jacques Sevin (1882-1951) bij de "Scouts de France (SdF)" geschreven lied. Uit het Frans vertaald wordt het ook in Vlaanderen gebruikt bij het afleggen van de belofte bij Scouts. Het gebruik ervan is echter een traditie die steeds minder en minder doorgang vindt. Het weglaten van de katholieke inslag binnen Scouts en Gidsen Vlaanderen, zal het religieus geïnspireerde lied waarschijnlijk nog meer op de achtergrond verdringen. In 2011 schreef [Scouts en Gidsen Vlaanderen] het lied "ik beloof" om het oude lied te vervangen. Ook in Nederland werd ditzelfde lied door de katholieke verkenners gezongen. Door het samengaan van Padvinders en RK verkenners tot Scouting Nederland is dit in onbruik geraakt.

## Tekst klassiek beloftelied
Wij hebben U, O Jezus, plechtig beloofd

U altijd te erkennen als opperhoofd.
Refrein:

Geef dat w' U minnen zouden,

steeds meer en meer.

Help ons belofte houden

Jezus, onze Heer
Wij hebben het gezworen, dat Gij steeds zoudt

Ons hoofd en leider wezen, als Opperscout.
refrein
Wij zullen gans ons leven, lijk Gij het geboodt

U volgen en U dienen, tot aan ons dood.
refrein
(oorspronkelijke tekst)
Devant tous je m'engage

Sur mon honneur

Et je Te fais hommage

De moi, Seigneur

Refrain:

Je veux T'aimer sans cesse

De plus en plus

Protège ma promesse

Seigneur Jésus

Je jure de Te suivre

En fier chrétien

Et tout entier je livre

Mon coeur au Tien

Fidèle à ma patrie

Je le serai

Tous les jours de ma vie

Je servirai

Je suis de Tes apôtres

Et chaque jour

Je veux aider les autres

Pour Ton amour